# 贝尔米略德萨亚戈
贝尔米略德萨亚戈（西班牙語：Bermillo de Sayago）是西班牙卡斯蒂利亚-莱昂萨莫拉省的一个市镇。 总面积190平方公里，总人口1358人（2001年），人口密度7人/平方公里。